# 岩元健二
岩元 健二（いわもと けんじ、1960年 -）は、鹿児島県のおおすみ半島コミュニティ放送ネットワーク
のきもつきコミュニティ放送のパーソナリティであった。血液型はA型。

## 主な経歴

### 生い立ち
1960年（昭和35年）、鹿児島県鹿屋市串良町で生まれ。小学生のころから星や宇宙に興味を示す。また高校生の時には星座早見盤を使い約1年で星座を覚えてしまう。2年生になると天体望遠鏡をアルバイトして購入したことが、本格的に宇宙や星に興味をもつきっかけとなった。

### おおすみFMネットワーク
- 2006年8月の開局と同時に『宇宙浪漫紀行』のパーソナリティとなる。
- 2008年4月には大隅半島の環境問題をとり扱う『大隅半島の夜明け』のパーソナリティとなる。
- 2010年5月から『じじ放談』にも出演中である。
- 2012年12月には『宇宙浪漫紀行』『大隅半島の夜明け』については番組は終了した。

### 朗読
2010年より宮沢賢治の作品の13作品を朗読し新しい作品も制作中である。
- 2010年7月『アリときのこ』『いちょうの実』『まなづるとダリア』『めくらぶどう』『やまなし』
- 2010年8月『星めぐりの歌』『鳥箱先生とフウねずみ』
- 2010年12月『クねずみ』『どんぐりと山猫』『注文の多い料理店』
- 2011年1月『イギリス海岸』『四又の百合』『谷』

作品の紹介ホームページはidcでおこなっている。販売先はオーディオブック配信サイト『FeBe（フィービー）』と携帯サイト『耳ヨミ』である。

## 人物・エピソード
- 趣味は星、宇宙、科学一般、最近の一番の興味は月の構造と超新星爆発が興味がある。最近では宇宙の全体の構造と仕組みにも興味がある。
- 宮沢賢治の作品については『銀河鉄道の夜』『シグナルとシグナレス』の星との関連性に興味がある。今までに宮沢賢治の生まれた岩手県花巻市を訪れ賢治の登ったと言われる岩手山、姫神山、七時雨山、なめとこ山、風の又三郎の舞台となった種山高原や、猿ヶ石川と北上川が合流する地点イギリス海岸や詩集『春と修羅』の二番目に登場する『鞍掛山』なども訪れている。

## 海外の観測経歴
- 1995.10 - タイの皆既日食の観測
- 1996.05 - オーストラリア西部ウエーブロックのキャンプ場にて百武彗星を観測
- 1999.02 - オーストラリア西部にて金環日食の観測
- 2001.02 - アラスカのフェアバンクスにてオーロラ観測
- 2002.12 - 南オーストラリア皆既日食の観測

## 国内の観測経歴
- 2009.7 - 鹿児島県屋久島宮之浦にて皆既日食の観測
- 2012.5 - 鹿児島県肝付町岸良にて金環日食の観測

## 環境の海外経歴
- 2002.8 - 南アフリカ共和国の持続可能な開発に関する世界首脳会議を視察
- 2004.6 - ドイツ南部の環境都市カールスルーエ、ベルリンを視察

## 主な無料音声サイト
- 『宇宙浪漫紀行』[4]。
- 『大隅半島の夜明』[5]。
- 『じじ放談』[6]。
- 『朗読』[7]。

これらのサイトについてはiTunesに登録してあり無料で聞くことができる。